# Mao Ning
Mao Ning (en chino simplificado, 毛宁; pinyin, Máo Níng; Xiangtan, Hunán, diciembre de 1972) es una política y diplomática china, desde el 15 de enero de 2025 trabaja como directora del Departamento de Información del Ministerio de Relaciones Exteriores y portavoz del Ministerio de Relaciones Exteriores. Mao es la trigésimo tercera portavoz desde que se estableció el puesto en el ministerio en 1983. Se ha dedicado al trabajo diplomático durante 27 años y en ese tiempo ha trabajado principalmente en asuntos asiáticos.

## Biografía

### Infancia y estudios
Mao Ning nació en diciembre de 1972 en Xiangtan, en la provincia de Hunán (República Popular China). Se informó que ella es del mismo clan que Mao Zedong según el libro de genealogía.
En 1989, se matriculó en la Universidad de Hunan, con especialización en lengua y literatura inglesa. Después de graduarse, en 1993, estudió diplomacia en la Universidad de Asuntos Exteriores de China. Posteriormente, en 2005, completó una maestría en política y práctica internacional en la Universidad George Washington de Washington D. C. (Estados Unidos).

### Carrera
Mao se unió al Servicio Exterior en agosto de 1995 y se ha desempeñado principalmente en el Departamento de Asia del Ministerio de Relaciones Exteriores. Al principio, trabajó como miembro del personal en el Departamento de Asia, y luego fue enviado a la Oficina del Comisionado del Ministerio de Asuntos Exteriores en Hong Kong. Desde entonces, se ha desempeñado sucesivamente como subdirectora de las divisiones tercera y octava del Departamento de Asia del Ministerio de Relaciones Exteriores y directora de la Oficina de Asuntos de la Península de Corea.
En mayo de 2011, fue nombrada secretaria general adjunta de la Secretaría de Cooperación Trilateral (una organización internacional establecida con la visión de promover la paz duradera, la prosperidad común y la cultura compartida entre China, Japón y Corea del Sur) y ocupó ese cargo hasta mayo de 2013, cuando fue nombrada consejera de la Embajada de China en Estados Unidos. En noviembre de 2015, fue nuevamente trasladada al Departamento de Asia del Ministerio de Relaciones Exteriores y finalmente fue ascendida a subdirectora en noviembre de 2017.
En junio de 2020 fue elegida teniente de alcalde de Leshan y admitida como miembro del Comité Permanente del Comité Municipal de Leshan del Partido Comunista de China (PCCh), la máxima autoridad de la ciudad. El 8 de julio de 2022 renunció al cargo de teniente de alcalde, y en el mismo mes también renunció como miembro del Comité Permanente del Comité Municipal.
El 5 de septiembre de 2022 se convirtió en portavoz del Ministerio de Relaciones Exteriores. En su primera conferencia de prensa después de su nombramiento dijo:

Aprenderé de mis predecesores, trabajaré con mis colegas para presentar la política exterior y la filosofía diplomática de China de manera oportuna, precisa y completa, y trabajaré para mejorar el entendimiento mutuo entre China y el mundo.

Me prepararé cuidadosamente para cada conferencia de prensa, trataré a cada reportero con sinceridad, responderé cada pregunta con el corazón y el alma. Espero mantener una buena comunicación y cooperación con todos ustedes, y también espero recibir su apoyo

El 15 de enero de 2025, Mao fue nombrada directora general del Departamento de Prensa, Comunicación y Diplomacia Pública del Ministerio de Asuntos Exteriores de la República Popular China, sucediendo a Hua Chunying.
En enero de 2025, cuando el Ejército de Birmania y el Ejército de la Alianza Democrática Nacional (MNDAA) firmaron un acuerdo de alto el fuego en Kunming, China, Mao declaró que los esfuerzos de paz de China en el norte de Myanmar son de «interés común de todas las partes en Birmania y todos los países de la región».